# Finiq
Finiq (albanés: Finiq o Finiqi; Idioma griego: Φοινίκη o Finiki), también conocida como Fénice por la antigua ciudad aquí ubicada, es un municipio y villa en el sur de Albania, a 8 km del mar Jónico y 20 km al norte de la frontera con la República Helénica. Pertenece al condado de Vlorë. El municipio se formó en la reforma local de 2015 mediante la fusión de los antiguos municipios de Aliko, Dhivër, Finiq, Livadhja y Mesopotam, que pasaron a ser unidades administrativas. El ayuntamiento tiene su sede en el pueblo de Dermish. La población total es de 11 862 habitantes (censo de 2011), en un área total de 441.20 km². La población en sus límites de 2011 era de 1333 habitaantes.
El municipio está habitado mayoritariamente por griegos étnicos. La unidad administrativa de Finiq incluye los pueblos de Finiq, Buronje, Çlirim, Vriom, Karahaxhë, Bregas (Vromero) y Blerimas. En la antigüedad, Fénice fue el centro político de la tribu de los caones.